# بابلو رودريغيز
بابلو رودريغيز (بالإسبانية: Pablo Rodríguez)‏ (8 مارس 1955 إسبانيا - ) هو لاعب كرة قدم إسباني يلعب كمهاجم.